# Épaviste
 (février 2020).
Si vous disposez d'ouvrages ou d'articles de référence ou si vous connaissez des sites web de qualité traitant du thème abordé ici, merci de compléter l'article en donnant les références utiles à sa vérifiabilité et en les liant à la section « Notes et références ».
Un épaviste est un professionnel du démantèlement, du recyclage et de la récupération d'épaves en tout genre : voiture, camion, moto, scooter, quad… L'épaviste se déplace à l'endroit où le véhicule hors d'usage est amené à la casse pour sa dépollution, sa démolition et son recyclage tout en respectant les normes environnementales en vigueur.
L'épaviste intervient le plus souvent lorsqu'une personne possède un véhicule en panne, accidenté, ancien, incendié ou trop ancien pour le faire réparer par rapport aux coûts de réparation élevés. L'épaviste offre le plus souvent ses services gratuitement et se fait payer par le centre de véhicule hors d'usage (appelé centre VHU) au prix à la tonne (prix variant tous les jours).
En France, un épaviste doit être obligatoirement certifié VHU (véhicule hors d’usage). Il doit également être équipé d'un camion de remorquage assez puissant afin de transporter une épave de plusieurs tonnes.
L'épaviste doit obligatoirement signer avec le propriétaire du véhicule un certificat de prise en charge pour destruction. Il s'agit d'un certificat de destruction, en France, il s'agit d'un Cerfa 14365 01 Certificat de destruction d'un véhicule. Le centre VHU est obligé de télé-transmettre la formalité à la préfecture via le système d'immatriculation des véhicules.
Il y a des épavistes qui procèdent à l'enlèvement des épaves sans autorisation ou agrément, et qui les revendent par la suite aux centres VHU. Plusieurs sites internet sont actifs en toute illégalité. 
On distingue cinq types d’épaves :
- le VEI, véhicule économiquement irréparable[2] ;
- le VGE, véhicule gravement endommagé[3],[4] ;
- RSV, réparation supérieure à la valeur ;
- VNR, véhicule non roulant ;
- VE, véhicule encombrant.